# Lluís Torrent
|  | Aquest article tracta sobre el compositor i músic nord-català. Si cerqueu l'empresari català del sud, vegeu «Lluís Torrent i Suñé». |

Lluís Torrent és un músic, cantant i intèrpret de tenora nord-català nascut a Sant Llorenç de Cerdans el 1931.

## Biografia
Començà a donar-se a conèixer durant els anys seixanta del segle xx com a vocalista i animador d'orquestra, amb el conjunt Lou Torrent (1972), però als anys vuitanta decideix cantar en català i fer carrera en solitari. Conrea un tipus de Cançó d'humor populista de força acceptació popular.
Només ha enregistrat un parell de senzills (amb temes com "Bertranades catalanes" i "L'orellut").
En el camp de la música popular, ha estat intèrpret de tenora al seu conjunt Lou Torrent, que també tocà en formació de cobla, i ha compost una vintena de sardanes, algunes dedicades al seu Sant Llorenç natal.

## Obres
- Havanera traginera, per a cor[3]
- Vallespir estimat, per a cor

### Sardanes
- Canta Jordi
- La font de la Torre del Bisbe (2007), enregistrada per la cobla els Casenoves al DC Pobles i Foments de Catalunya Nord 1 (Aiguaviva: Estudi 44.1, 2009 ref. 44.1 09065-CD)
- Les fonts de Sant Llorenç
- La tenora d'en Sieta
- Sant Llorenç 1991 (1993)
- Sant Llorenç, plora i canta[2]